# Koptisch (taal)

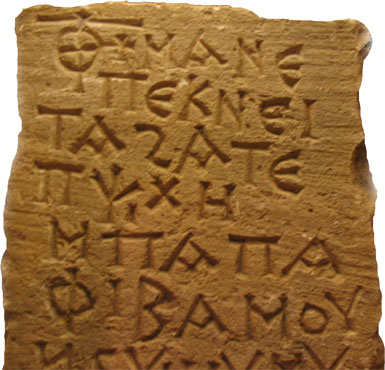
Koptische inscriptie in steen, ongeveer 3e eeuw n.Chr.

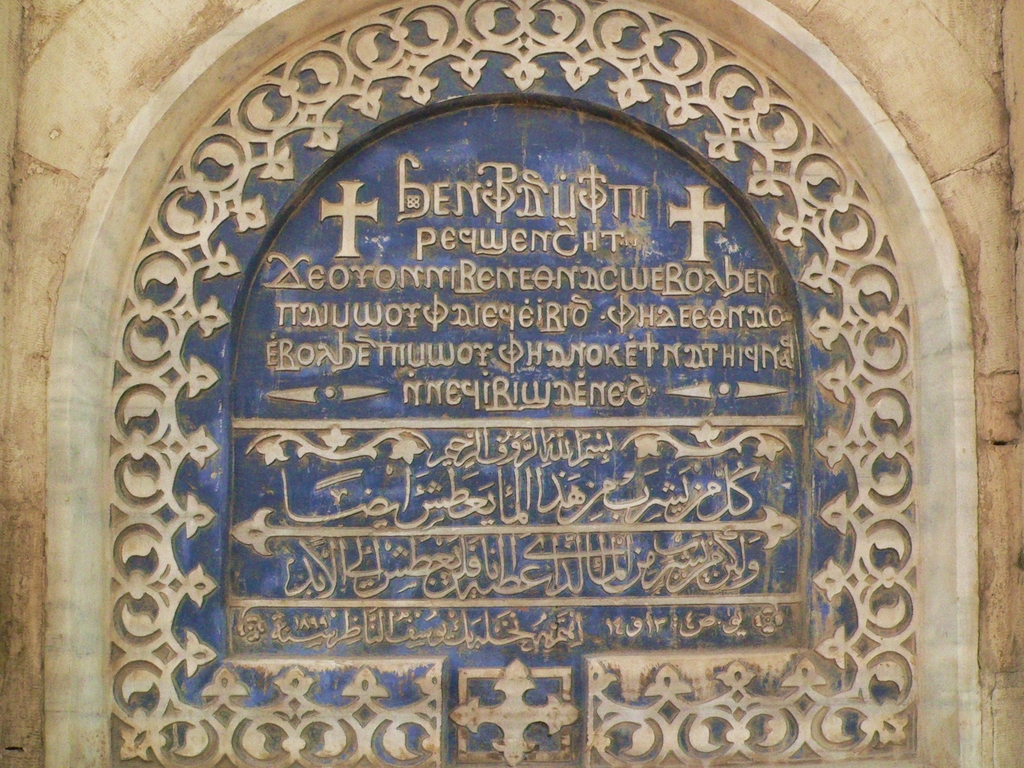
Koptische en Arabische inscriptie op een kerk in oud Cairo (Johannes 4:13-14).

Het Koptisch is een Afro-Aziatische taal en schrijfsysteem van de laatste fase van de Egyptische taal. De Koptische taal is "samengesteld" uit het Koinè Grieks en het Egyptische Demotisch. Na de tiende eeuw werd het Koptisch langzaam verdrongen door het Arabisch. Het Egyptisch-Arabisch heeft wel een aanzienlijk aantal Koptische leenwoorden behouden. Tegenwoordig wordt Koptisch enkel nog gebruikt in de liturgie van de Koptisch-Orthodoxe Kerk en de Koptisch-Katholieke Kerk. De leden van deze kerken, de Kopten, maken ongeveer een tiende deel uit van de Egyptische bevolking.
Het Koptisch is van essentieel belang geweest bij het ontcijferen van de nog oudere hiëratische en Middel-Egyptische teksten, die eerdere taalfasen van het Egyptisch en dus voorgangers van het Koptisch zijn.

## Geschiedenis van de taal
Het Koptisch is ontstaan uit het Egyptisch en het Grieks. De oudste Egyptische teksten stammen uit circa 3300 v.Chr. De Egyptische taal is opgedeeld in twee fasen: het Oud- en Middel-Egyptisch en het Laat-Egyptisch. Het Koptisch beslaat de tweede helft van het Laat-Egyptisch, maar bevat ook vele invloeden van het Grieks.
In 332 v. Chr. veroverde Alexander de Grote Egypte, dat voorheen door de Perzen geregeerd was. Als Macedoniër bracht hij de Griekse taal met zich mee en hij maakte deze ook de administratieve taal van Egypte. Kennis van het Grieks werd daardoor een vereiste voor mensen die hogerop wilden komen in de Egyptische maatschappij. Op een gegeven moment begonnen sommige Egyptenaren ook hun eigen taal te schrijven met het Griekse alfabet. Omdat dit alfabet echter niet genoeg letters bevatte voor de Egyptische klanken vulden zij het met zeven tekens uit het Demotische schrift aan. Het Demotisch was in de ontwikkeling van de Egyptische taal de directe voorganger van het Koptisch, en had een eigen schrift dat ook het Demotisch wordt genoemd.
Niet alleen het schrift van het Koptisch werd beïnvloed door het Grieks, maar ook de woordenschat. Naar schatting zijn ongeveer tweehonderd Egyptische woorden in het Koptisch vervangen door Griekse woorden met een gelijksoortige betekenis.
Op papyri die stammen uit het einde van de eerste eeuw na Christus is een vroege vorm van het Koptisch te zien. In deze vroege vorm is het Egyptisch overgeschreven in het Demotische alfabet en aangevuld met Griekse letters. Dit vroege Koptisch ontwikkelde zich in de derde eeuw tot een zelfstandig schrift, waarvan de basis juist het Griekse alfabet was, aangevuld met Demotische letters. Voor de Egyptische christenen bood het Koptische schrift een alternatief voor de oude Egyptische schriftvormen die geassocieerd werden met heidense teksten. Zij gebruikten het dan ook veel voor Bijbelvertalingen en andere christelijke teksten.
Het Koptisch is de eerste vorm van een Egyptische taal waarin men duidelijk dialecten kan onderscheiden. In de vroegste Koptische literatuur zijn al meer dan twaalf verschillende dialecten aan te wijzen. De overgrote meerderheid van overgeleverde manuscripten (uit de tijd van de 4e tot en met de 10e eeuw) is in het Sahidische dialect geschreven.
In 641 veroverden de Arabieren Egypte en was Grieks niet langer de administratieve taal van het land. Het Koptisch hield echter nog meer dan een eeuw stand. In de achtste eeuw werden christenen (het merendeel van mensen die Koptisch beheersten was christen) in Egypte vervolgd en stierf langzaam ook het Koptisch uit. Twee eeuwen later kenden nog maar weinig mensen de taal. Het enige Koptische dialect dat intact bleef was het Bohaïrisch, dat in de Nijldelta gesproken werd. In die regio had de Koptische Kerk haar centrum en daar bleef men het Koptisch gebruiken. Als omgangstaal werd het Koptisch waarschijnlijk in de vijftiende eeuw vervangen door het Arabisch, maar het wordt tot op de dag van vandaag als liturgische taal gebruikt in de Koptische kerk.

## Het alfabet
Het Koptische alfabet is het schrift dat wordt gebruikt voor de Koptische taal. Er zijn meerdere versies van het Koptische alfabet vanwege de verschillende dialecten en sub-dialecten die elk hun eigen variaties hadden. In de 4e eeuw na Christus waren de meeste Koptische dialecten (met name het Sahidisch) tot een standaard gemaakt en veranderde het alfabet niet meer. Dit alfabet bestaat uit 31 letters, waarvan er 24 aan het Grieks zijn ontleend en zeven aan het Demotische schrift. Deze zeven letters worden gebruikt voor consonantklanken die niet voorkwamen in het Grieks.

### Overzicht van het alfabet
| Hoofdletter | Kleine letter | Naam   | Griekse equivalent | Transliteratie (IPA)                     |
| ----------- | ------------- | ------ | ------------------ | ---------------------------------------- |
|             |               | Alpha  | Α, α               | a [a]                                    |
|             |               | Bêta   | Β, β               | b, w [β, w]                              |
|             |               | Gamma  | Γ, γ               | harde g [g]                              |
|             |               | Dalda  | Δ, δ               | d [d]                                    |
|             |               | Ei     | Ε, ε               | e [i] (Sahidisch) [e] (Bohairisch)       |
|             |               | Zêta   | Ζ, ζ               | z [z]                                    |
|             |               | Hêta   | Η, η               | ê [e:]                                   |
|             |               | Thêta  | Θ, θ               | th [th]                                  |
|             |               | Iota   | Ι, ι               | i, j [i:, j]                             |
|             |               | Kappa  | Κ, κ               | k [k]                                    |
|             |               | Lauda  | Λ, λ               | l [l]                                    |
|             |               | Mê     | Μ, μ               | m [m]                                    |
|             |               | Ne     | Ν, ν               | n [n]                                    |
|             |               | Ksi    | Ξ, ξ               | x [ks]                                   |
|             |               | Ou     | Ο, ο               | o [o]                                    |
|             |               | Pi     | Π, π               | p [p]                                    |
|             |               | Ro     | Ρ, ρ               | r [r]                                    |
|             |               | Sêmma  | Σ, σ, ς            | s [s]                                    |
|             |               | Tau    | Τ, τ               | t [t]                                    |
|             |               | He     | Υ, υ               | u/oe [u:]                                |
|             |               | Phi    | Φ, φ               | ph [ph]                                  |
|             |               | Khi    | Χ, χ               | kh [kh]                                  |
|             |               | Psi    | Ψ, ψ               | ps [ps]                                  |
|             |               | Oo     | Ω, ω               | ō [o:]                                   |
|             |               | Shai   | -                  | sh/š [ʃ]                                 |
|             |               | Fai    | -                  | f [f]                                    |
|             |               | Khai   | -                  | kh [kh] (alleen Bohairisch)              |
|             |               | Hori   | -                  | h [h, ħ]                                 |
|             |               | Janjia | -                  | j/dzj [ʤ]                                |
|             |               | Kima   | Ϙ, ϙ (koppa)       | harde k/tsj [kj, tʃ]                     |
|             |               | Ti/De  | -                  | ti [ti] (Sahidisch) de [de] (Bohairisch) |

## Koptische Literatuur
De overgeleverde literatuur in het Koptisch bestaat voornamelijk uit Bijbelvertalingen, zowel canoniek als apocrief, vertalingen van Griekse kerkvaders en originele christelijke teksten. De oudste gedateerde vorm van een vroeg Koptisch schrift, toen men enkel nog Egyptische teksten in het Grieks overschreef, is gevonden op een inscriptie van koning Haronnophris uit Abydos, die in 205 v. Chr. in opstand kwam tegen Ptolemaios IV Philopater. Met de verspreiding van het christendom in Egypte nam ook het gebruik van het Koptisch toe. Christelijke teksten werden aanvankelijk in het Grieks geschreven, maar toen steeds meer niet Grieks sprekenden zich bekeerden werden ook de eerste Bijbelvertalingen in het Koptisch vervaardigd.
In de loop van de 4e eeuw na Christus werden ook de eerste originele Koptische teksten geschreven. De oudste overgeleverde teksten zijn brieven van St. Antonius Abt van Egypte, een asceet die zich in de woestijn had teruggetrokken en die geen Grieks beheerste. Een andere belangrijke vondst zijn de Nag Hammadigeschriften. Deze geschriften werden in 1945 gevonden en zijn een belangrijke bron voor de gnostiek.
St. Pachomius was de grondlegger van het cenobitische monnikendom en schreef voornamelijk religieuze leefregels. Een van de belangrijkste Koptische schrijvers was Sjenoete van Atripe (348-466). Hij schreef uitsluitend in het Koptisch, maar hij had wel enige kennis van oudere Koptisch- en Grieks-christelijke teksten, alsook van klassieke Griekse schrijvers zoals Aristoteles en Aristophanes. In tegenstelling tot de Pachomiaanse traditie van kale taal die op instructie gericht was, schreef Sjenoete zijn teksten in een literaire stijl, waaruit zijn kennis van de contemporaine Griekse retorica bleek. In zijn erg lange leven heeft Sjenoete bovendien veel geschreven, waardoor hij een grote invloed heeft gehad op zowel de theologie als de taal van de Kopten.
Het Arabisch werd na de Arabische inname van Egypte in 705 de enige officiële taal van het gebied. Als gevolg hiervan begon het literaire Koptisch te verdwijnen: christelijke schrijvers, die voorheen in het Koptisch zouden hebben geschreven, begonnen hun werken in het Arabisch te schrijven. Een van die schrijvers, Severus ibn al-Muqaffa’, klaagde in de tiende eeuw dat niemand het Koptisch meer beheerste. Van schrijvers die na 705 nog wel in het Koptisch schreven zijn veelal alleen Arabische vertalingen overgeleverd. De laatste persoon die nog in het Koptisch schreef was Marcus III, de Koptisch-orthodoxe patriarch van Alexandrië (1166-1189).

## Fonologie en Grammatica

### Fonologie
De precieze uitspraak van het Koptisch is moeilijk te achterhalen. We kunnen wel enkele gegevens achterhalen omdat het Koptische schrift voor een groot deel gebaseerd is op het Griekse schrift, waar we meer van weten. De overeenkomsten tussen het Grieks en het Koptisch zijn echter niet altijd eenduidig.
Medeklinkers:
|                          | Bilabiaal | Labiodentaal | Dentaal/Alveolair | Alveopalataal | Velair | Glottaal |
| ------------------------ | --------- | ------------ | ----------------- | ------------- | ------ | -------- |
| Stemloze plosief         | /p/       |              | /t/               |               | /k/    | /ʔ/      |
| Stemhebbende plosief     |           |              | /d/               |               | /g/    |          |
| Gepalataliseerde plosief |           |              |                   |               | /kj    |          |
| Stemloze fricatief       |           | /f/          | /s/               | /ʃ/           |        | /h/      |
| Stemhebbende fricatief   |           | /v/          | /z/               |               |        |          |
| Stemloze affricaat       |           |              |                   | /tʃ/          |        |          |
| Liquida                  |           |              | /l,r/             |               |        |          |
| Halfklinker              | /w/       |              |                   | /j/           |        |          |

De stemhebbende fonemen (/d, g, z/) worden in het Koptisch uitsluitend gebruikt voor leenwoorden. Dit zijn dan vooral woorden uit het Grieks. De glottale /h/ wordt alleen gespeld aan het begin van het woord, net als in het Nederlands. De letter werd waarschijnlijk ook alleen op die woordpositie uitgesproken. Voor de glottale /ʔ/ heeft het schrift geen letterteken, maar de letter is wel degelijk een Koptische medeklinker. Moderne talen gebruiken deze klank op dezelfde manier (voornamelijk aan het begin van een woord voor een klinker) zonder dat er een teken voor is in het alfabet. Het Koptisch gebruikt deze klank waarschijnlijk ook binnenin een woord, tussen twee identieke klinkers (bijvoorbeeld ΜΗΗϢΕ, /mεʔεʃe/).
Klinkers:
|             | Vooraan, niet gerond | Midden, niet gerond | Achteraan, niet gerond |
| ----------- | -------------------- | ------------------- | ---------------------- |
| Hoog        | /i, i:/              |                     | /u, u:/                |
| Hoog-Midden | /e, e:/              | /ə/                 | /o, o:/                |
| Midden-Laag | /ε, ε:/              |                     | /ɔ, ɔ:/                |
| Laag        |                      | /a, a:/             |                        |

Het Koptisch heeft zowel lange als korte klinkers. Er is echter nauwelijks bewijs dat er een fonologisch verschil tussen deze twee groepen was. Het onderscheid tussen lang en kort wordt waarschijnlijk alleen gemaakt als er ook een onderscheid in hoogte is. Vergelijk ε /e/, η /ε:/ en ο /o/, ω /ɔ:/. Het verschil in lengte zelf was immers al in het Egyptische Koinè Grieks verdwenen. Aangezien het Koptische dialect (voor het merendeel) van dit Grieks is afgeleid is het onwaarschijnlijk dat men het verschil in lengte weer in het Koptisch heeft ingevoerd.

### Grammatica
Het Koptisch maakt onderscheid tussen mannelijke en vrouwelijke woorden. Onderscheid tussen de geslachten wordt in de vorming van de woorden zelf maar in enkele gevallen uitgedrukt. Het lidwoord geeft in het Koptisch het geslacht aan: bij bepaalde lidwoorden wordt het mannelijk geslacht aangeduid met een voorvoegsel p(e)- (Sahidisch) of pi- (Bohairisch), het vrouwelijk geslacht met t(e)- (Sahidisch) of ti- (Bohairisch) en het onbepaalde lidwoord is bij beide geslachten ou-. Er zijn twee categorieën van getal: enkelvoud en meervoud (anders dan bijvoorbeeld het Grieks, dat ook een dualis kent). Ook hier wordt het onderscheid aangeduid door de lidwoorden: in het meervoud is er geen onderscheid naar geslacht, het bepaalde lidwoord is n(e)- (Sahidisch) of ni- (Bohairisch) en het onbepaalde lidwoord is h(e)n-. Er zijn echter nog wel een aantal woorden in het oud-Koptisch waarin de woordvorm het getal aangeeft.
Het Koptisch kent een groot aantal werkwoordstijden, -aspecten en -modi. Sommige daarvan plaatsen de zin in een absoluut tijdsmoment ten opzichte van het heden, andere plaatsen de handelingen relatief in de tijd ten opzichte van de hoofdzin of van een andere zin. De vervoeging van de meeste werkwoorden zit verwerkt in een element voor de stam van het werkwoord.
Griekse woorden worden ook op dergelijke wijze verbogen of vervoegd. Bijvoeglijke naamwoorden uit het Grieks zijn doorgaans in de mannelijke vorm geleend. Werkwoorden zijn meestal opgenomen als de derde persoon enkelvoud praesens indicatief.